# 22К (альбом)
22К — сольный студийный альбом Екатерины Кищук (KATERINA), экс-участницы группы SEREBRO. Альбом вышел 7 июня 2019 года и состоит из 10 треков. Трек Intro был выпущен ещё до релиза альбома, а также получил экранизацию в виде клипа. Продюсерами релиза стали SOUTHGARDEN и White Punk.

## Запись
На написание этой пластинки меня вдохновили искренние неподдельные чувства, которые мы испытываем в детстве и юношестве: когда хочется крушить и ломать, влюбляться, пробовать что-то запрещённое, ввязываться в любые авантюры. Когда жизнь пылает огнём, совершаются глупости — здесь каждый найдёт частичку себя — сказала Катя Кищук.
Позже в своем Твиттер-аккаунте Екатерина призналась, что считает свой альбом «позором»:
Мой первый альбом, это такой позор. Хотела бы я, чтобы его никогда не было. Как и синглы, что я выпускала. Когда вы спрашиваете про музыку, я не знаю что отвечать, потому что у меня просто не получается. Не получается писать тексты и петь.

## Критика
Алексей Мажаев из Intermedia поставил альбому 7 из 10 звёзд, сказав что:
Песни с её дебютного сольного альбома вряд ли взорвут чарты, зато они демонстрируют наличие собственных идей и творческую независимость от стилистики прежней группы.
Лёша Горбаш из The Flow:
«22k» — не тот альбом, который «делает карьеру» или превращает в суперзвезду. Но альбом, помогающий понять, на что ориентируется и куда движется артистка. Да и музыка тут такая, что можно прямо сейчас идти отстреливать хейтеров из базуки.

## Список композиций
| №   | Название             | Длительность |
| --- | -------------------- | ------------ |
| 1.  | «Intro»              | 1:53         |
| 2.  | «Красивая»           | 3:01         |
| 3.  | «Лучший друг»        | 3:28         |
| 4.  | «У меня есть деньги» | 2:55         |
| 5.  | «Душно»              | 3:12         |
| 6.  | «Вечность»           | 3:18         |
| 7.  | «Теряю память»       | 3:56         |
| 8.  | «Адреналин»          | 3:48         |
| 9.  | «Там, где ты»        | 2:21         |
| 10. | «Ультрамарин»        | 2:06         |